# 木原均
木原 均（きはら ひとし、1893年10月21日 - 1986年7月27日）は、日本の遺伝学者。位階は正三位。京都大学名誉教授。国立遺伝学研究所所長。理学博士（京都帝国大学、1924年）。

## 人物
コムギの祖先を発見したことで知られる。近縁の植物のゲノムと遺伝子との関係を知り、ゲノムの遷移や進化の過程を調査するのに用いられる手法を確立したことで有名。また、スイバの研究から種子植物の性染色体も発見した。種なしスイカの開発者でもある。
木原がコムギの遺伝子の研究をすることになったのは、北大の先輩で、当時大学院生だった坂村徹の「遺伝物質の運搬者（染色体）」という題の講演を聴いたことがきっかけ。木原は話が面白くて感激のあまり坂村の研究室まで押しかけていったという。これは木原が学問に目覚め、科学者としての出発点でもあった。しかし木原はこの後、他の植物生理学の研究を続けコムギには縁なく過ごしていたが、坂村が植物生理学の教授となり外国留学することになったため、コムギの遺伝子研究を木原に委ねたのである。
1955年（昭和30年）5月から10月にかけて、京都大学カラコルム・ヒンズークシ学術探検隊を組織、隊長として中央アジアを訪問。同探検隊は、生物学、地質学、人類学の学者を中心に組織され、山系地域の学術調査を行った。1956年（昭和31年）4月17日および4月23日には、皇居でカラコルム山系の記録映画を上映し、調査に関する進講を行った。
恵迪寮出身であり、大正2年度寮歌「幾世幾年」の作歌を担当した。日本スキー草創期に発展に尽くした一人で、科学的トレーニングを提唱し、スキー、テニス、野球などをたしなんだ。

## 名言
木原の遺した言葉として「地球の歴史は地層に、生物の歴史は染色体に記されてある」(The History of the Earth is recorded in the Layers of its Crust; The History of all Organisms is inscribed in the Chromosomes.) というものが知られている。これは1947年刊行の著書『小麦の祖先』の前書きにある以下の文章を元に後年整理されたものだという。

## 略歴
- 1893年（明治26年）10月21日、東京市に生まれる。東京市白金尋常高等小学校高等科、および麻布中学校を卒業する。
- 1912年（大正元年）9月11日、東北帝国大学農科大学（現：北海道大学）大学予科に入学。1915年に農学科第三部（のちの農業生物学科、現在の応用生命科学科）に進学し植物生理学を専攻。
- 1918年（大正7年）7月6日、北海道帝国大学農学部卒業[5]。同大学院へ進学。
  - 卒業論文は「花粉に及ぼす低温の影響」[6]
- 1920年（大正9年）京都帝国大学理学部植物学教室助手（1922年、講師）
- 1924年（大正13年）4月 京都帝国大学農学部農林生物学科助教授（農林生物学第三講座。1926年、実験遺伝学講座）
  - 同年博士論文通過。論文の題はCytologische und genetische Studien bei wichtigen Getreidearten mit besonderer Rucksicht auf das Verhalten der Chromosomen und die Sterilitat in den Bastarden（雜種に於ける染色体の行動及不實性を特に考察せる重要禾殻の細胞學的並に遺傳學的研究）
- 1925年（大正14年）3月 在外研究（1927年（昭和2年）6月まで）
- 1927年（昭和2年）7月 京都帝国大学農学部農林生物学科教授（実験遺伝学講座）
- 1940年（昭和15年）11月 京都帝国大学評議員（1942年（昭和17年）11月まで）
- 1942年（昭和17年）財団法人木原生物学研究所創設（京都）、所長を務める
- 1949年（昭和24年）日本学士院会員に選任される
- 1955年（昭和30年）
  - 5月、京都大学カラコルム・ヒンズークシ学術探検隊長を務める
  - 10月
    - 国立遺伝学研究所所長（1969年（昭和44年）3月まで）
    - 京都大学農学部農林生物学科教授併任（1956年（昭和31年）3月まで）
- 1957年（昭和32年）5月 木原生物学研究所を横浜に移設
- 1959年（昭和34年）9月 京都大学名誉教授
- 1964年（昭和39年）農林省植物ウイルス研究所所長（1968年（昭和43年）まで）
- 1969年（昭和44年）10月 木原生物学研究所三島分室（静岡県三島市）開設（1978年（昭和53年）12月まで）
- 1983年 日本遺伝学会により木原賞創設
- 1984年（昭和59年）4月 木原生物学研究所を横浜市立大学に移管、横浜市立大学木原生物学研究所発足[7]、名誉所長
- 1985年（昭和60年）3月 木原の業績を記念し、21世紀に向けて生命料学の振興を図ることを目的に木原記念横浜生命科学振興財団が設立される（2013年に公益財団法人に移行）
- 1986年（昭和61年）横浜で逝去（享年92）

## その他の役職
- 1958年（昭和33年）全日本スキー連盟会長（第4代、1968年（昭和43年）まで）
- 1960年（昭和35年）日本原子力委員会委員長（1964年（昭和39年）まで）
- 1960年（昭和35年）第8回冬季オリンピック（スコーバレー）日本選手団団長
- 1964年（昭和39年）第9回冬季オリンピック（インスブルック）日本選手団団長
- 1972年（昭和47年）第11回冬季オリンピック（札幌） 組織委員
- 1974年（昭和49年）麻布学園理事長

## 栄典・受賞
- 1939年（昭和14年）日本遺伝学会賞
- 1943年（昭和18年）学士院恩賜賞
- 1948年（昭和23年）文化勲章受章
- 1951年（昭和26年）文化功労者選出
- 1975年（昭和50年）勲一等旭日大綬章受章
- 1986年（昭和61年）叙正三位

## 著作
- 『科学者の見た戦後の欧米 - 第八回国際遺伝学会に出席して』毎日新聞社、1949年
- 『実験遺伝学』岩波書店〈岩波全書〉、1949年
- 『コムギの合成 - 木原均随想集』講談社、1973年
- 『一粒舎主人寫眞譜』木原生物学研究所、1985年

### 共編著
- 『最新スキー術』（遠藤吉三郎との共著）博文館、1919年
- 『遺伝・育種学叢書（第1輯-第11輯）』（編）養賢堂、1933年-1938年
- 『内蒙古の生物学的調査』（編）養賢堂、1940年
- 『現代の生物学』（第1集-第3集）（共編）共立出版、1949年-1950年
- 『小麦の研究』（編著）養賢堂、1954年
- 『十人百話 第2』（共著）毎日新聞社、1963年